# آرتاکاما
آرتاکاما (٣٢۴ پیش از میلاد) اشراف‌زاده ایرانی و فرزند آرتاباز دوم از دودمان فارناکیان و همسر دوم بطلمیوس یکم سوتر، سردار تحت امر  اسکندر مقدونی و اولین فرعون از دودمان بطلمیوسی مصر بود.